# N21 (België)
De N21, beter bekend met zijn naam Haachtsesteenweg, is een gewestweg in de Belgische provincie Vlaams-Brabant. De weg verbindt de kleine ring rond Brussel-stad via Kampenhout en Haacht met Werchter. Vroeger liep de N21 door tot in Aarschot, maar dat segment is gemeenteweg geworden.

## Naam
- Haachtsesteenweg: van aan het begin in Brussel tot aan de gemeentegrens Kampenhout-Boortmeerbeek (kruispunt Oudestraat)
- Provinciesteenweg: vanaf gemeentegrens Kampenhout-Boortmeerbeek (kruispunt Oudestraat) tot aan de deelgemeentegrens Wespelaar-Haacht (brugje over Leibeek)
- Stationsstraat: vanaf de deelgemeentegrens Wespelaar-Haacht (brugje over Leibeek) tot aan de Markt van Haacht
- Markt: centrum Haacht
- Werchtersesteenweg: vanaf de Markt van Haacht tot aan de gemeentegrens Haacht-Rotselaar
- Haachtsesteenweg: vanaf de gemeentegrens Haacht-Rotselaar tot aan het kruispunt met de N229 (ter hoogte van de Dijle)

## Traject
De weg heeft een totale lengte van 38 kilometer.
Het traject tussen Melsbroek en Kampenhout-Sas kent de langste busbaan van Vlaanderen. Plannen om een tram aan te leggen tot in Haacht in het kader van Brabantnet werden niet weerhouden.
Het traject tussen Haacht en Werchter, waarlangs Rock Werchter jaarlijks plaatsvindt, werd in 2016-2018 heraangelegd. De heraanleg van het stuk tussen Kampenhout-Sas en Haacht, waar de voorbije jaren enkele dodelijk ongevallen zijn gebeurd, liet op zich wachten maar kreeg vernieuwde aandacht in januari 2019 na een mars voor verkeersveiligheid van Don Bosco Haacht.
Het traject tussen de rotonde Tremelobaan te Werchter en de rotonde R25 te Aarschot werd overgedragen naar de gemeenten.
De Vlaamse Regering besliste op 28 juni 2019 om ook het wegvak N21 tussen kilometerpunt 28.50 (kruispunt N229) en 29.77 (rotonde Tremelobaan) over te dragen aan de gemeente Rotselaar. De gemeente Rotselaar krijgt voor het in goede staat brengen van de weg een investeringssubsidie van het Vlaams Gewest.

## Plaatsen langs de N21
- Brussel
- Schaarbeek
- Evere
- Diegem
- Melsbroek
- Berg
- Kampenhout
- Kampenhout-Sas
- Boortmeerbeek
- Wespelaar
- Haacht
- Werchter
- (Betekom)
- (Aarschot)

## N21a
De N21a is een oude route van de N21 op het bedrijventerrein Brucargo, dat een onderdeel is van de Luchthaven Zaventem. De 1,4 kilometer lange route gaat over de Bedrijvenzone Machelen-Cargo, Koningin Astridlaan en Haachtstesteenweg.

## N21b
De N21b is een onderdeel van de N21 tussen Betekom en Aarschot. Officieel gaat de N21 van Brussel tot aan Betekom, de N21b gaat vervolgens verder naar Aarschot. Echter wordt er op de bewegwijzering N21 weergegeven over het gehele traject tussen Brussel en Aarschot.
De N21b heeft een lengte van ongeveer 2,1 kilometer.